# دوبار متولد شد
دو بار متولد شد (ایتالیایی: Venuto al mondo) (انگلیسی: Twice Born) فیلمی به کارگردانی سرجیو کاستلیتو محصول سال ۲۰۱۲ و براساس رمانی از مارگارت مازانتینی ساخته شده‌است.

## طرح
زن متأهل ایتالیایی به نام جما، با تنها فرزندش پیترو به سارایوو می‌رود. این دو نفر شانزده سال پیش، درست چند روز پس از تولد وی در جنگ بوسنی، از شهر فرار کرده بودند. دیگو، شوهر پیشین جما و پدر پیترو، در آنجا مانده و می‌میرد.
جما در سفر خاطرات گذشته خود و آشنایی و عشقش با دیگو را به یاد می‌آورد، جما و دیگو بارها برای تولد فرزند تلاش می‌کنند اما متوجه می‌شوند که جما نازا است و پس از آن که درخواست فرزندخواندگی آن‌ها توسط پلیس رد می‌شود، تصمیم می‌گیرند از یکی از دوستان خود (آسکا) برای رحم اجاره ای کمک بگیرند و آسکا در قبال آن پول دریافت کند.
در حالی که آنها با دوست قدیمی جما، گویکو سفر می‌کنند، او سعی می‌کند رابطه خود را با پیترو ترمیم کند و از شوهر کنونی اش (از طریق تلفن) سؤال می‌کند که آیا باید حقیقت را به پیترو بگوید که او را به دنیا نیاورده است یا نه؟
در انتهای سفر، جما متوجه می‌شود که مادر واقعی پیترو، آسکا، هنوز زنده است و با گویکو ازدواج کرده و آسکا آشکار می‌کند که برخلاف عقیده دیرینه جما، دیگو پدر پیترو نبود، زیرا آسکا در دوره جنگ، برده جنسی پادگان گارد داوطلب صرب می‌شود و جما باید با ضرر و زیان، هزینه جنگ و قدرت رستگاری عشق روبرو شود.

## بازیگران
- پنه لوپه کروز به عنوان جما
- امیل هرش به عنوان دیگو
- عدنان هاسکوویچ به عنوان گویکو
- سعادت آکسوی به عنوان آسکا
- پیترو کاستلیتو به عنوان پیترو
- لوکا د فیلیپو در نقش آرماندو
- سرجو کاستلیتو به عنوان جولیانو
- وینیچو مارکیونی به عنوان فابیو
- میرا فارلان به عنوان ولیدا
- جین برکین به عنوان روان‌شناس
- برانکو جوریچ به عنوان دکتر
- ایزابل آدریانی به عنوان روزنامه‌نگار
- موامر کاسوموویچ به عنوان زوران
- میلان پاولوویچ
- خوان کارلوس بئیدو

## تولید
این فیلم با استفاده از سیستم آری الکسا، بیش از ۱۵ هفته به صورت دیجیتال فیلمبرداری شد.

## انتشار
این فیلم در جشنواره بین‌المللی فیلم تورنتو ۲۰۱۲ برگزیده شد.